# Karol Zakrzewski
Karol Zakrzewski herbu Dołęga (zm. 23 kwietnia 1769 pod Knyszynem) – marszałek konfederacji barskiej.

## Życie
W młodości przebywał na dworze książąt Sanguszków. Pełnił też urząd podstolego ks. Lubomirskiego. W styczniu 1769 r. został obrany marszałkiem płockim a w lutym marszałkiem wyszogrodzkim konfederacji barskiej. Z jego osobą wiązano rozszerzenie walk na Warszawę. Jak pisał Władysław Konopczyński: 

W mieście (Warszawie) rachują już pół tysiąca zakapturzonych konfederatów, którzy wybuchną, jak tylko przyjdzie ubóstwiany wódz Zakrzewski. Ten ginie, ale powódź podnosi się zewsząd (s. 758)

{{Cytat}} Brakujące pola: treść. Przestarzałe pola: 1. Pobił Moskali pod Przasnyszem, zdobywając to miasto. Przedostając się do Tykocina, został schwytany przez Kozaków w Ostrołęce 21 kwietnia 1769 roku. Został zabity przez Kozaków 23 kwietnia 1769 roku pod Knyszynem. 